# Helmut Schröder (Maler)
Helmut Schröder (* 5. August 1910 in Halle/Saale; † 18. März 1974 ebenda) war ein deutscher Maler und Grafiker.

## Leben und Werk
Schröder erkrankte mit sechs Jahren an Kinderlähmung und war seitdem körperlich schwer beeinträchtigt. Trotz der Lähmung des rechten Arms und der linken Hand absolvierte er von 1927 bis 1931 in Halle ein Studium an der Kunstgewerbeschule Burg Giebichenstein, u. a. bei Charles Crodel, Erwin Hahs und Gerhard Marcks. Danach arbeitete er in Halle als freiberuflicher Maler und Grafiker. Schröder gehörte nach 1945 zu den wichtigen Malern der Halleschen Schule, war aber „in der stark form- und linienbetonten Hallenser Malerei Außenseiter … durch seine heiter-naive Sicht.“
Er war  Mitglied des Verbands Bildender Künstler der DDR.

## Fotografische Darstellung Schröders
- Heinrich Ziegler: Helmut Schröder bei der Arbeit (vor 1960)[2]

## Werke (Auswahl)
- Landschaft bei Halle (Tafelbild, Öl, 1952; ausgestellt 1953 auf der Dritten Deutschen Kunstausstellung)[3]

- Im Zoo (Tafelbild, Öl, 1966; ausgestellt 1967/1968 auf der VI. Deutschen Kunstausstellung)[3]

- Der Kindergarten (Tafelbild, Öl, 1966; ausgestellt 1967/1968 auf der VI. Deutschen Kunstausstellung)[3]

- Ponyreiten (Pastell, 1971; ausgestellt 1972/1973 auf der VII. Kunstausstellung der DDR)[3]
- Verliebt im Park (Lithografie)[4]

## Ausstellungen (unvollständig)

### Einzelausstellungen
- 1963: Bad Kösen, Romanisches Haus

- 1974: Halle, Staatliche Galerie Moritzburg (Malerei, Pastelle, Grafik)

- 1975: Halle, Hallesche Galerie im 1. Stock (Gedenkausstellung)

- 2000: Halle, Galerie Marktschlösschen (Malerei und Grafik)

### Ausstellungsbeteiligungen
- 1946: Halle/Saale, Städtisches Museum in der Moritzburg (Kunstausstellung der Provinz Sachsen)[5],
- 1946/1947: Leipzig, Museum der Bildenden Künste („Mitteldeutsche Kunst“)[6],
- 1948: Große Kunstausstellung Sachsen-Anhalt[7],
- 1949: Halle/Saale, Halle/Saale, Städtisches Museum in der Moritzburg („Kunstausstellung Sachsen-Anhalt“)
- 1953, 1967/1968 und 1972/1973: Dresden, Dritte und VI. Deutschen Kunstausstellungen und VII. Kunstausstellung der DDR